# Acanthocinus pusillus
Acanthocinus pusillus es una especie de escarabajo longicornio del género Acanthocinus, tribu Acanthocinini, subfamilia Lamiinae. Fue descrita científicamente por Kirby en 1837.
La especie se mantiene activa durante los meses de febrero, marzo, abril, mayo, junio, julio, agosto y septiembre.

## Descripción
Mide 7-13 milímetros de longitud.

## Distribución
Se distribuye por Canadá y Estados Unidos.